# Plectris neglecta
Plectris neglecta är en skalbaggsart som beskrevs av Blanchard 1850. Plectris neglecta ingår i släktet Plectris och familjen Melolonthidae. Inga underarter finns listade i Catalogue of Life.